# Červencová revoluce

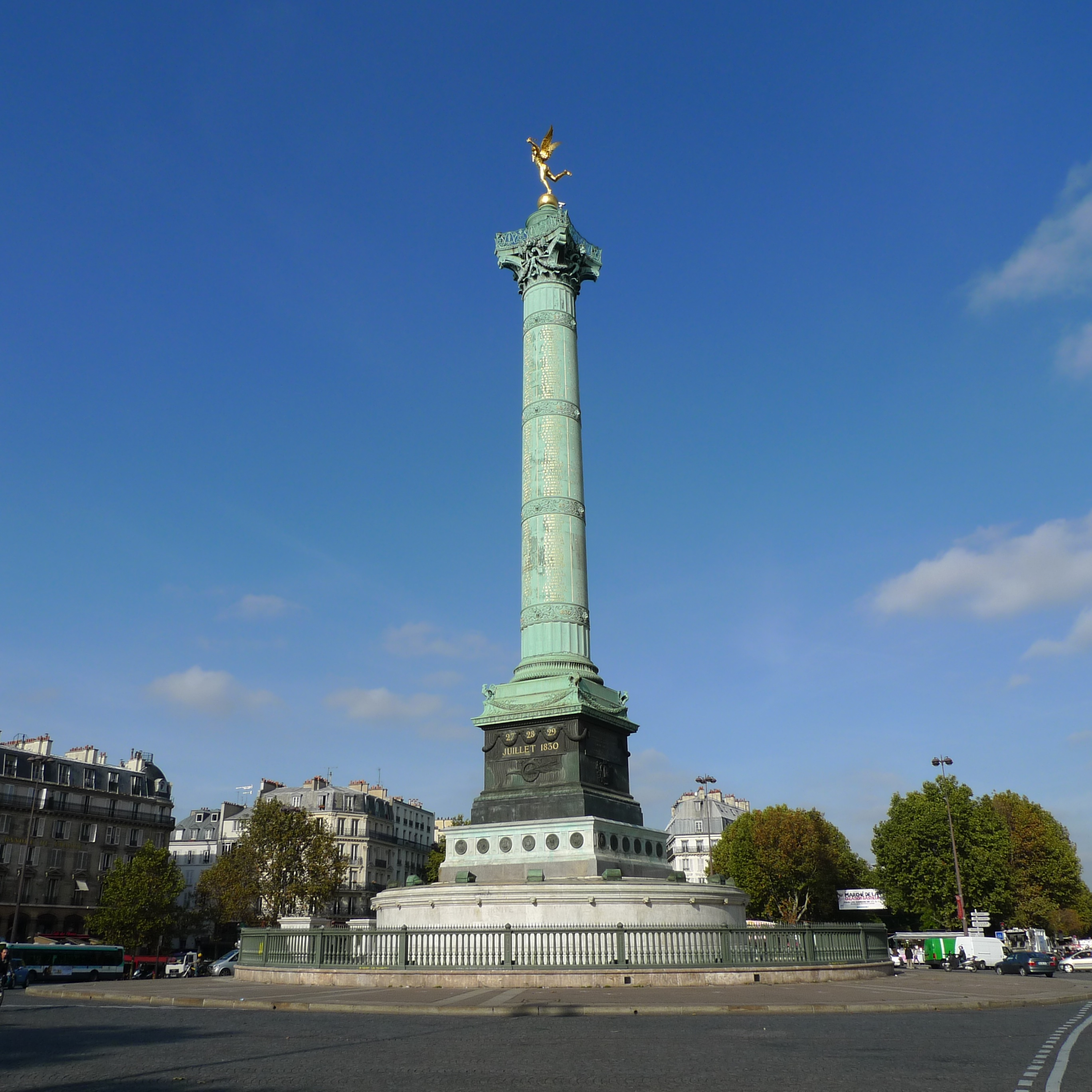
Červencový sloup byl na Place de la Bastille vztyčen na paměť revoluce, v jeho základech je pohřbeno 504 jejích obětí

Červencová revoluce (francouzsky Trois Glorieuses, tj. Tři slavné) byla třídenní revoluce, která v červenci 1830 vedla k pádu dynastie Bourbonů a k ustavení liberálnějšího království v čele s Ludvíkem Filipem. Když se král Karel X. pokusil rozpustit parlament, povstali v Paříži řemeslníci, dělníci a studenti a donutili krále k abdikaci. Ten poté emigroval do Anglie. Ve francouzských dějinách se jedná o předěl mezi restaurací Bourbonů a červencovou monarchií.

## Situace před rokem 1830
Období restaurace Bourbonů bylo ve vnitřní politice ovlivňováno neustálými spory mezi liberály, chránícími dosažené občanské svobody, a monarchisty, kteří požadovali návrat poměrů před Velkou francouzskou revoluci. Politická síla liberálů během 20. let rostla, měli zastoupení v poslanecké sněmovně. V roce 1824 nastoupil na francouzský trůn král Karel X., který podporoval monarchisty, kteří odmítali konstituční monarchii, prosadili zákon o restituci veškerého majetku šlechty zabaveného za revoluce a zákon zakazující kritiku církve. Kromě politiky narůstaly i sociální problémy spojené s probíhající průmyslovou revolucí.
Liberálové sice v roce 1827 vyhráli volby, ale Karel X. odmítl jejich výsledky zcela respektovat a jmenoval premiérem Jeana Baptistu Sylvèra Gaye, vikomta de Martignac, který byl zčásti liberálem, zčásti podporoval monarchisty.
Na jaře 1830 se politická situace vyhrotila. V březnu poslali králi poslanci protestní petici, načež panovník 16. května sněmovnu rozpustil a vypsal nové volby. V té době bylo dobyto Alžírsko a značná část francouzské armády věrné králi zůstala vázána v zahraničí. Obdobně jako v roce 1789 se spojili liberálové s dalšími opozičními skupinami (především se zakázanými bonapartisty), hlavním činitelem byl šéfredaktor liberálních novin Le National Adolphe Thiers, který se stal v následujících vládách jedním z nejvýznamnějších francouzských politiků. V nových volbách opět zvítězili opoziční liberálové, což ale král nehodlal respektovat.

## Průběh

Eugène Delacroix: Svoboda vede lid na barikády (Louvre)

Bezprostředním impulsem k červencové revoluci se staly Ordonance ze Saint-Cloud (nazývané též jako Červencové ordonance) vydané 26. července. V nich král stanovil čtyři body:
- zavedení cenzury a omezení svobody tisku
- rozpuštění poslanecké sněmovny (podruhé během 70 dnů)
- úprava volebního práva
- datum nových voleb ve dnech 6. a 18. září

Následujícího dne 27. července začali protestovat poslanci a další liberálové, k nimž se připojili i řemeslníci a dělníci. Začaly růst barikády a 28. července demonstranti dobyli pařížskou radnici a vojenskou zbrojnici. Po třech dnech bojů na barikádách byl král donucen k abdikaci a k odjezdu ze země. Azyl našel ve Velké Británii.
Do čela revoluce se postavili liberálové, kteří potlačili nepokoje proletářských vrstev a zatlačili do pozadí i bonapartisty. Ti se nemohli prosadit z toho důvodu, že republikánská Francie by měla obtíže v mezinárodní politice a musela by čelit intervenci Svaté aliance. Liberálové sestavili prozatímní vládu a začali připravovat novou ústavu. Namísto sesazeného Karla X. byl novým panovníkem zvolen Ludvík Filip z orleánské královské větve Bourbonů. 9. srpna byla prohlášena nová konstituční monarchie, která vstoupila do dějin jako Červencová.

## Následky
Nově zavedená ústava zaručovala dodržování občanských práv a umožňovala podporu podnikání. Revoluce měla ovšem vliv i na zbytek Evropy. Především dala podnět liberálnímu hnutí v dalších zemích, kde se rovněž přijímaly ústavy, např. v německých zemích Saské království, Hannoverské království, Hesenské velkovévodství nebo Brunšvické vévodství.
Také v italských státech jako Parma nebo Modena proběhly nepokoje (Risorgimento), ale zejména devítiměsíční Listopadové povstání roku 1831 v Kongresovém Polsku rozděleném po Vídeňském kongresu mezi Prusko, Rakousko a Rusko.
I v bezprostřední blízkosti Francie byly následky: jižní Nizozemsko se vzbouřilo proti severní nadvládě (Belgická revoluce) a v listopadu 1830 získalo nezávislost a bylo vyhlášeno Belgické království.
Revoluce tak dlouhodobě posilovala liberální a demokratické hnutí v Evropě, které mělo pokračování v revolucích roku 1848.